# Andrés Cánovas Alcaraz
Andrés Cánovas Alcaraz (Cartagena, 1958) arquitecto por la Escuela Técnica Superior de Arquitectura de Madrid. En 1987 se asocia con Atxu Amann y Nicolás Maruri, con los que desarrollará gran cantidad de proyectos hasta la actualidad, en su estudio situado en Aravaca. 

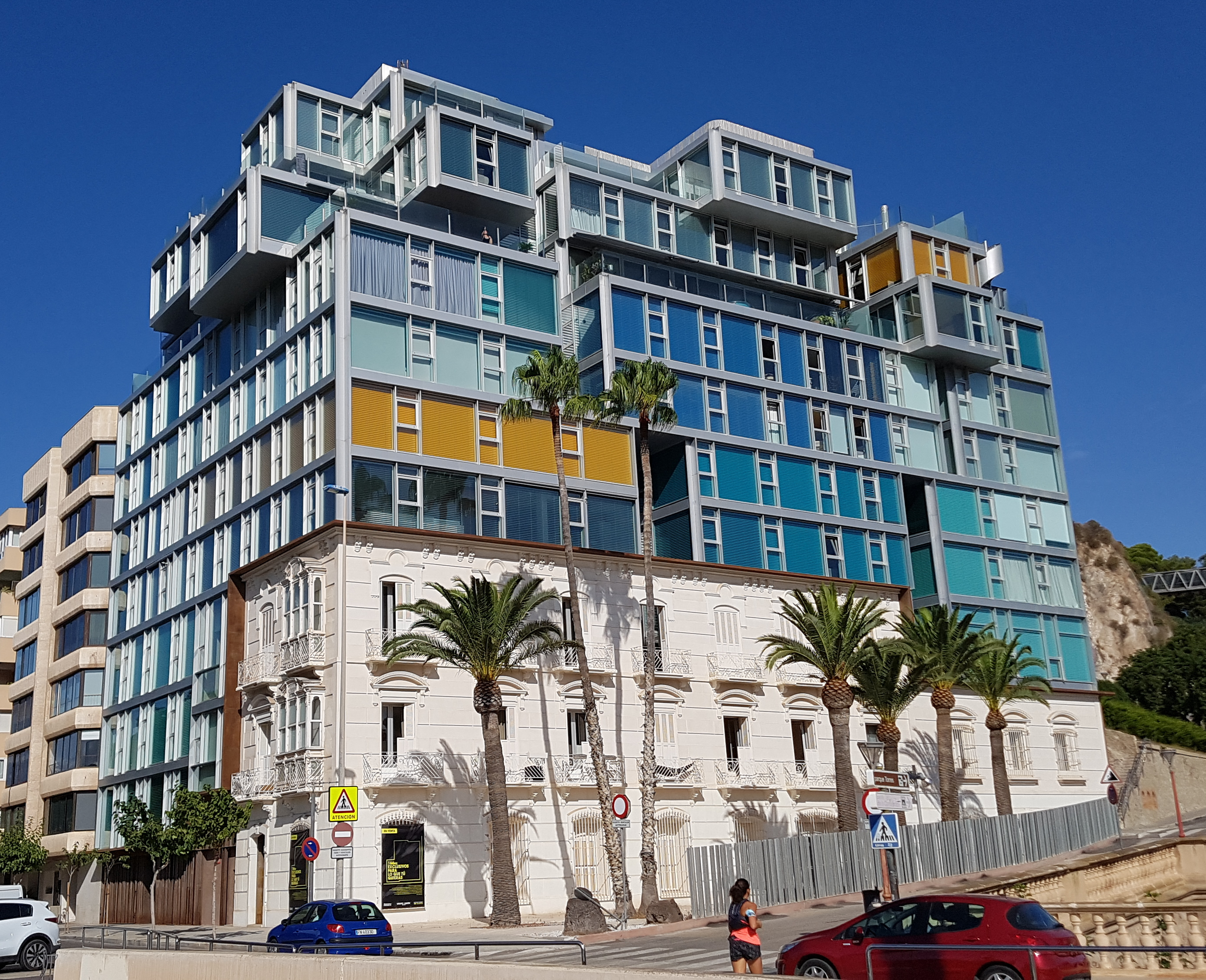
La Casa del Cónsul Alemán sita en Cartagena, reformada en 2009 por Andrés Cánovas Alcaraz, Nicolás Maruri Mendoza y Martín Lejarraga.

Será también desde este momento, cuando comiencen su carrera como docentes en la ETSAM (Escuela Técnica Superior de Arquitectura de Madrid). Su labor investigadora se centra en la búsqueda de nuevos tipos de unidades de vivienda y nuevas reconfiguraciones de edificios de viviendas, de acuerdo con el espacio público contemporáneo y con cuestiones más urbanas. En 2015, recibe su Doctorado en Arquitectura de la Universidad Politécnica de Madrid con la Tesis titulada "Una leve arqueología de la escala" dirigida por Antonio Miranda Regojo y Ángel Borrego Cubero.
Como arquitecto ha recibido más de ciento cincuenta premios nacionales e internacionales, tales como el Premio Nacional de Restauración y Conservación de Bienes Culturales por el Parque Arqueológico del Molinete, en Cartagena, además del Mejor bloque de viviendas protegidas por el Gobierno de Madrid, Mejor Propuesta Arquitectónica por el Gobierno de Murcia, Primer Premio Bienal de Zaragoza y Premio Nacional de la Vivienda vanguardia.
Sus exposiciones más recientes se han celebrado en la Architectural Association de Londres, en el NAi de Róterdam, en el IIT Chicago, Arizona CAPLAN, en la Bienal de Venecia, en el Instituto Cervantes de Río de Janeiro, en la AEDES Gallery en Berlín, en el RIBA en Londres, y en muchos Colegios de Arquitectos y Salas de la arquitectura en España. Además, su trabajo ha sido difundido en más de trescientos libros y revistas de todo el mundo.

## Biografía
Andrés Cánovas Alcaraz ha sido director de Colecciones como "Monografías de Arquitectos", “Monografías de Edificios “ o “Crítica de Arquitectura”, además de director y editor de la revista Arquitectos entre los años 1987 y 2006.

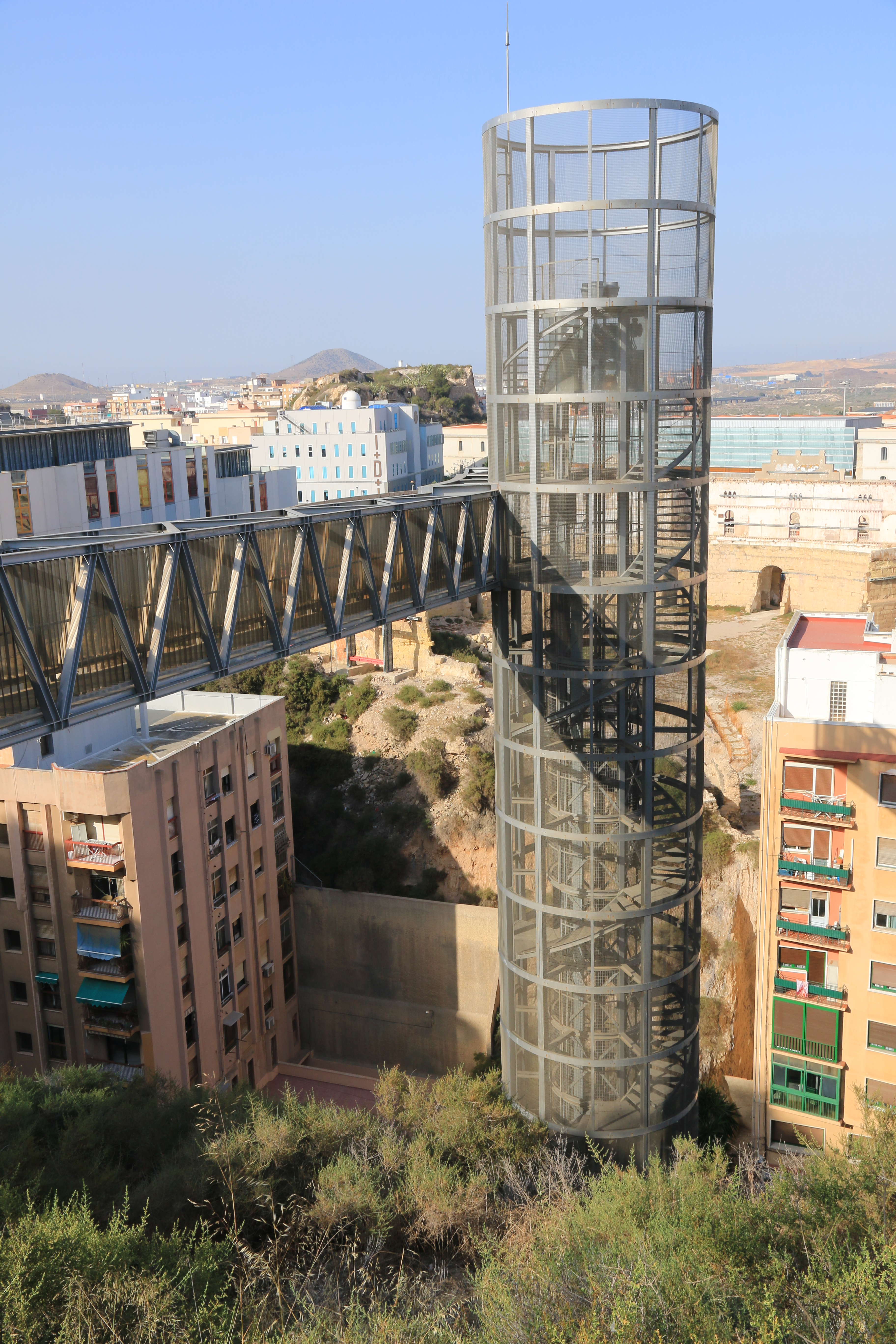
El ascensor panorámico de Cartagena diseñado por Andrés Cánovas Alcaraz y Martín Lejarraga.

Como profesor, ha impartido clases en el Centro Superior de Diseño de Moda de la Universidad Politécnica de Madrid, de la Facultad de Bellas Artes de la Universidad Complutense de Madrid, además de en el Instituto Europeo de diseño. Coordinador de diferentes cursos de postgrado de Diseño Gráfico Editorial en la Facultad de Bellas Artes, en el Instituto Europeo del Diseño y para el Fondo Social Europeo. Coordinador del Master de Museología de la Facultad de Bellas Artes de la Universidad Complutense de Madrid.  Profesor del Master de Estética y Teoría de las Artes de la Universidad Autónoma de Madrid. Profesor del Master de diseño de la Facultad de Bellas Artes de la Universidad de Salamanca. Profesor del Master de Intervención en el Patrimonio de la ETSAM. Profesor del Master de Turismo de la Universidad Politécnica de Cataluña de Barcelona. Profesor del Máster Universitario en Comunicación Arquitectónica de la Universidad Politécnica de Madrid.
Además, fue director adjunto de la Bienal de Arquitectura Española en 2018, bajo el título "Becoming".
Actualmente, es profesor de Proyectos de la ETSAM, dentro de la Unidad Docente de Carmen Espegel, además de coordinador académico del MCH (Master in collective housing) de la ETSAM y Director del Departamento de Proyectos Arquitectónicos de la ETSAM.

## Obras más representativas
- 2021. Museo Foro Romano y tienda Molinete, Cartagena.
- 2011. Cubierta para restos arqueológicos en El Molinete, Cartagena.
- 2010. Museo en Monteagudo, Murcia.[5]
- 2010. 118 viviendas de protección oficial en Coslada, Madrid.
- 2010. Urbanización de la plaza del Centro de Instrucción de Marinería, Cartagena.
- 2009. Valla de El Molinete, Cartagena.
- 2008. Restauración Paisajística del embarcadero de El Hornillo, Águilas.
- 2007. 152 viviendas en Mieres, Asturias.
- 2007. Bloque de 72 viviendas privadas en Cartagena, Murcia.
- 2007. Centro de Salud de Cartagena, Murcia.
- 2007. 82 viviendas de protección oficial en Carabanchel, Madrid.
- 2006. Museo de la Muralla Árabe de Santa Eulalia, Murcia.
- 2006. 61 viviendas de protección oficial en Coslada, Madrid.
- 2006. Espacio acondicionado en el Anfiteatro de Cartagena, Murcia.
- 2005. Ascensor panorámico y Museo de la Guerra Civil en Cartagena, Murcia.
- 2003. Edificio de 16 viviendas en Lorquí, Murcia.
- 2002. Edificio de viviendas en la Calle Hilarión Eslava, Madrid.
- 2000. Imprenta para Artes Gráficas Palermo en Rivas-Vaciamadrid, Madrid.
- 1997. Edificio de 10 viviendas en Aravaca, Madrid.

## Premios más relevantes
- 2012. Premio Nacional de Restauración y Conservación de Bienes Culturales del Ministerio de Educación, Cultura y Deporte por el Parque Arqueológico del Molinete, en Cartagena[2]
- 2012. Nominado al Premio Mies Van der Rohe por la Cubierta en el Molinete.
- 2012. Seleccionado por España para la Bienal Iberoamericana por Viviendas en Carabanchel.
- 2011. Premio de Arquitectura de Murcia por el Museo de Monteagudo.
- 2010. Distinción COAM por el Edificio de viviendas en Carabanchel.
- 2009. Premio de Arquitectura de Murcia por el Centro de Salud en Cartagena.
- 2005. Primer Premio Regional EA por el Edificio de ascensores de Cartagena.
- 2005. Primer Premio Regional EA por el Edificio de viviendas en Lorquí, Murcia.
- 2005. Primer Premio de Arquitectura de la Comunidad de Madrid por el Edificio de viviendas en Madrid.
- 2005. Distinción COAM por el Edificio de viviendas en Madrid.
- 2005. Distinción COAM por el Libro “Crítica”.
- 2004. Primer Premio de Arquitectura de la Comunidad de Madrid por Artes Gráficas Palermo.
- 2004. Primer Premio Europeo Umicor por el Edificio de viviendas en Madrid.
- 2002. Premio COAM por de difusión de la Arquitectura " Santiago Amón".
- 2001. Primer Premio de Urbanismo de la Comunidad de Murcia por el PERI del Molinete.
- 2001. Primer Premio de Arquitectura y Obra pública del Ayuntamiento de Madrid por el libro Oíza- BBV.
- 1999. Primer Premio de Arquitectura de la Comunidad de Madrid 10 VPT en Aravaca.
- 1994. Premio COAM por el Diseño de la exposición "Realidad Virtual".

## Libros editados
- Andrés Cánovas Alcaraz. El Ara Pacis y el ambigüedad dimensional cr#1. Colección Cuadernos Romanos. Ediciones Asimétricas (ISBN: 978-84-946300-0-2)[6]
- Andrés Cánovas Alcaraz. Banco de Bilbao, Saénz de Oiza Universidad Politécnica de Madrid. Escuela Técnica Superior de Arquitectura. Departamento de Proyectos Arquitectónicos. Madrid, 2000. (ISBN 84-922352-8-4)